# Jeff Danna

Jeff Danna (2015)

Jeffrey W. „Jeff“ Danna (* 1964 in Burlington, Ontario) ist ein kanadischer Komponist und Gitarrist.

## Leben
Er komponiert Filmmusik wie sein älterer Bruder Mychael Danna (* 1958). In einigen Filmen arbeiteten sie auch zusammen, zum Beispiel in Der blutige Pfad Gottes (1999), für den Jeff die Originalmusik schrieb und Mychael den Song The Blood of Cuchulainn zum Soundtrack beisteuerte.
1990 wurde Jeff Danna für die Filmmusik von Cold Comfort für den Genie Award nominiert. Für die Musik zu Die Matthew Shepard Story und Miss Spider's Sunny Patch Friends wurde er in den Jahren 2002 und 2006 mit je einem Gemini Award ausgezeichnet, und 2005 wurde er für die Musik in Miss Spider's Sunny Patch Friends für diesen Preis nominiert. 2005 und 2006 gab es Annie-Award-Nominierungen für Miss Spider's Sunny Patch Friends und The Zula Patrol.

## Filmografie (Auswahl)
- 1988: Still Life
- 1989: Cold Comfort
- 1999: Der blutige Pfad Gottes (The Boondock Saints)
- 2001: Die Grauzone (The Grey Zone)
- 2001: O – Vertrauen, Verführung, Verrat (O)
- 2002: Die Matthew Shepard Story (The Matthew Shepard Story)
- 2003: Gefangene der Zeit (A Wrinkle in Time)
- 2003: Gefangen im ewigen Eis – Die Geschichte der Dr. Jerri Nielsen (Ice Bound)
- 2003: Das Johannes-Evangelium (The Gospel of John)
- 2004: Resident Evil: Apocalypse
- 2005: Tideland
- 2005: Ripley Under Ground
- 2006: Silent Hill
- 2005–2006: Miss Spider's Sunny Patch Friends (Fernsehserie, 6 Folgen)
- 2005–2007: The Zula Patrol (Fernsehserie, 7 Folgen)
- 2007: Closing the Ring – Geheimnis der Vergangenheit (Closing the Ring)
- 2007: Das perfekte Verbrechen (Fracture)
- 2008: Lakeview Terrace
- 2009: Der blutige Pfad Gottes 2 (The Boondock Saints II: All Saints Day)
- 2009: Der Schrei der Eule (The Cry of the Owl)
- 2010: Der letzte Ritt des Ransom Pride (The Last Rites of Ransom Pride)
- 2010: Repeaters – Tödliche Zeitschleife (Repeaters)
- 2011: Camelot (Fernsehserie, 10 Folgen)
- 2011: Arena
- 2012: Die Logan Verschwörung (The Expatriate)
- 2012: Silent Hill: Revelation
- 2012–2014: Continuum (Fernsehserie, 28 Folgen)
- 2013: The Colony – Hell Freezes Over (The Colony)
- 2014–2016: Tyrant (Fernsehserie, 32 Folgen)
- 2015: Arlo & Spot (The Good Dinosaur)
- 2016: Störche – Abenteuer im Anflug (Storks)
- 2016: Die irre Heldentour des Billy Lynn (Billy Lynn’s Long Halftime Walk)
- 2017: Der Brotverdiener (The Breadwinner)
- 2017: Alias Grace (Miniserie, 6 Folgen)
- 2018: 3 von oben (3Below, Fernsehserie, 13 Folgen)
- 2019: Die Addams Family (The Addams Family)
- 2020: Onward: Keine halben Sachen (Onward)
- 2020: Die Zauberer (Wizards, Fernsehserie, 10 Folgen)
- 2021: Trolljäger: Das Erwachen der Titanen (Trollhunters: Rise of the Titans)
- 2021: Die Addams Family 2 (The Addams Family 2)
- 2022: Guillermo del Toro's Cabinet of Curiosities (Fernsehserie, Folge 1x02)